# Torbjörn Tillman
Carl Torbjörn Rolandsson Tillman, född 10 augusti 1935 i Västerås församling, död 25 februari 2020 i Brunneby distrikt, var en svensk officer.
Tillman studerade vid läroverket i Linköping, avlade studentexamen 1954 vid Norra Realläroverket i Stockholm och blev officer. Han utnämndes till fänrik vid Livgrenadjärregementet 1957. År 1973 befordrades han till löjtnant och var avdelningschef vid Infanteriets stridsskola 1973–1977. Han var bataljonschef vid Norrbottens regemente 1977–1978 och sektionschef vid Övre Norrlands militärområdes stab 1978–1981. År 1981 befordrades han till överste och var chef för Infanteriets stridsskola, InfSS, 1981 samt brigadchef vid Livgrenadjärbrigaden 1981–1987. År 1987 befordrades han till överste av första graden och var chef för Norra Smålands regemente 1987–1991. Slutligen var han chef för Livgrenadjärregementet 1991–1995.

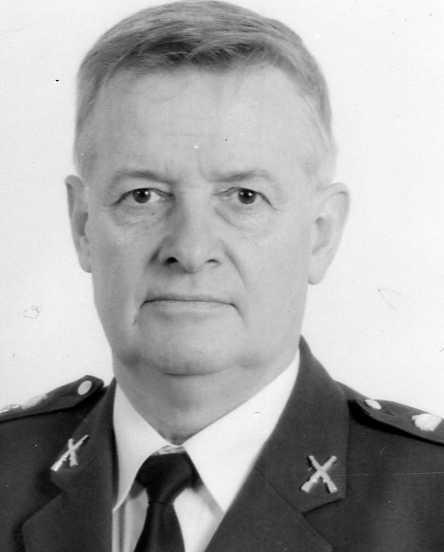
Torbjörn Tillman 1992

Torbjörn Tillman invaldes 1991 som ledamot av Kungliga Krigsvetenskapsakademien och har förlänats ett antal utmärkelser - NOR GM, Hv GM, Skytte GM, ROS GM, FBU GM, SMKR GM, FRO SM, I 4 MM, I 12 MM samt generalen Claes Skoglunds/KKrVA resestipendium som bäste infanteribrigadchef (omsatt till en studieresa till Sovjetunionen 1989). Under mångårig tjänst vid InfSS jämförde han svenska värnpliktiga krigsförband med utländska förband i väst och öst. Han deltog i utvecklingen av alla de då cirka trettio svenska infanteri- och norrlandsbrigaderna till moderna, snabbförflyttade och eldkraftiga krigsförband och var positiv till det kvalificerade värnpliktsförsvaret.

## Militär karriär
Torbjörn Tillman befordrades till Fänrik 1957 vid Livgrenadjärregementet i Linköping. År 1963 blev han Löjtnant och 1966 Kapten. Han befordrades till Major 1972 vid Norra Smålands regemente (I12) i Eksjö, och året därpå, 1973, blev han Överstelöjtnant vid I4/InfSS. År 1981 utnämndes han till Överste och 1987 till Överste av 1:a graden.